# يو جي
يو جي (بالصينية: 余杰) هو ناشط حقوق الإنسان وكاتب صيني، ولد في 3 أكتوبر 1973 في تشنغدو في الصين.